# Торреадрада
Торреадрада (ісп. Torreadrada) — муніципалітет в Іспанії, у складі автономної спільноти Кастилія-і-Леон, у провінції Сеговія. Населення — 105 осіб (2010).
Муніципалітет розташований на відстані близько 120 км на північ від Мадрида, 60 км на північний схід від Сеговії.

## Демографія
Динаміка населення (INE ):